# Droga krajowa B46 (Niemcy)
Droga krajowa 46 (niem. Bundesstraße 46, B 46) – niemiecka droga krajowa przebiegająca  na osi północ południe od skrzyżowania z drogą B43 w Offenbachu do Dreieich, gdzie krzyżuje się z drogą B3 na południe od Frankfurtu.